# Заводська сільська рада (Троїцький район)
Заводська́ сільська рада (рос. Заводской сельский совет) — сільське поселення у складі Троїцького району Алтайського краю Росії.
Адміністративний центр — село Заводське.

## Населення
Населення — 1466 осіб (2019; 1750 в 2010, 2338 у 2002).

## Склад
До складу сільської ради входять:
| Населений пункт        | Населення, осіб (2002) | Населення, осіб (2010) |
| ---------------------- | ---------------------- | ---------------------- |
| Заводське, село        | 1789                   | 1377                   |
| Кулич'є, селище        | 47                     | 4                      |
| Озеро-Петровське, село | 502                    | 369                    |